# San Giovanni Battista al Rosario

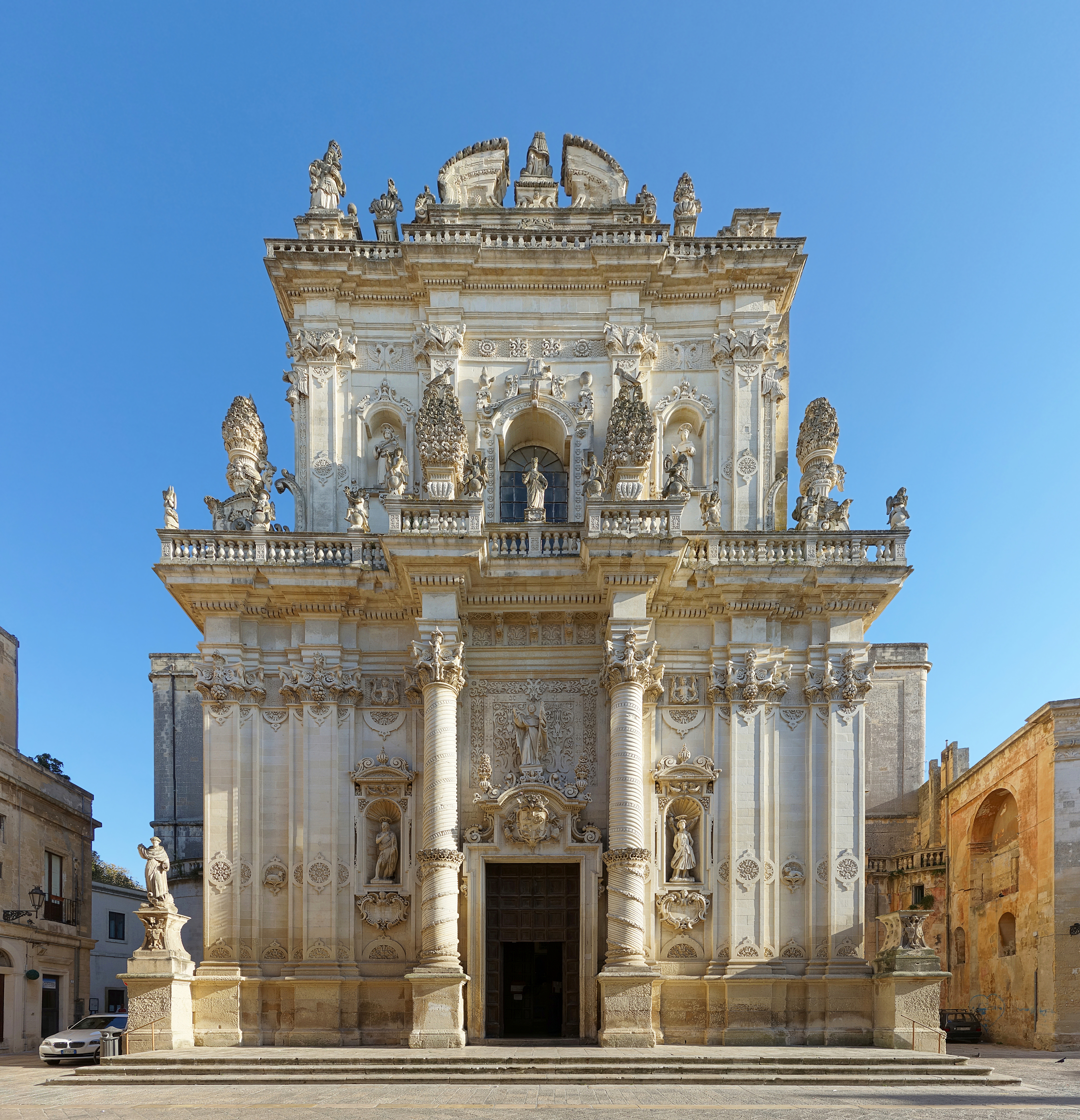
Basilika San Giovanni Battista al Rosario

Das Basilika San Giovanni Battista al Rosario ist eine römisch-katholische Kirche in Lecce in der süditalienischen Region Apulien. Die Pfarrkirche des Erzbistums Lecce hat den Rang einer Basilica minor. Die barocke Kirche wurde Anfang des 18. Jahrhunderts vom Architekten Giuseppe Zimbalo als Dominikanerkirche errichtet.

## Geschichte
Das heutige Gebäude aus dem späten 17. Jahrhundert wurde an der Stelle eines Vorgängerbaus aus dem Jahr 1388 errichtet, dem Jahr der Ankunft der Dominikaner in Lecce. Das Gründungsdatum des neuen Gebäudes ist der 6. März 1691 und die Bauarbeiten wurden dem damals 70-jährigen Giuseppe Zimbalo anvertraut, der sich auch persönlich an der Finanzierung beteiligte. Im Jahr 1710 starb Zimbalo und wurde auf eigenen Wunsch in der Kirche bestattet. Die Baustelle wurde 1728 von anderen Künstlern fertig gestellt, unter denen Giulio Cesare Penna der Jüngere und Leonardo Protopapa hervorstachen. Im Jahr 1948 wurde die Kirche von Papst Pius XII. zur Basilica minor erklärt.

## Architektur
Die üppige Fassade ist durch eine Balustrade in zwei Bereiche unterteilt, die mit Blumenornamenten und Statuen auf kugelförmigen Sockeln geschmückt sind, die Visionen des Propheten Ezechiel darstellen.
Die untere Reihe ist in der Mitte durch zwei voluminöse, kannelierte Säulen gekennzeichnet, die ein großes Portal einrahmen, das von dem dominikanischen Symbol und der Statue des hl. Dominikus überragt wird. Auf beiden Seiten des Portals befinden sich zwei Nischen, in denen die Steinstatuen des Schutzpatrons Johannes des Täufers und des Seligen Franziskus vom Predigerorden stehen. In der Mitte der Balustrade, die ein trennendes Element zwischen den beiden Ordnungen ist, befindet sich am großen zentralen Fenster die Statue der Jungfrau Maria; andere Statuen sind in den großen Nischen platziert. Die Fassade schließt mit einer weiteren Balustrade und einem unterbrochenen Tympanon. Unten, auf beiden Seiten der gesamten Fassade, befinden sich zwei hohe Sockel, auf dem linken steht die Statue des hl. Thomas von Aquin.
Das Innere hat die Form eines griechischen Kreuzes mit einem großen achteckigen Raum, der mit Holzbindern überdacht ist. Ursprünglich sah das Projekt ein Kuppeldach vor, was jedoch aufgrund der Größe und des Todes von Zimbalo nicht mehr realisierbar war.

## Ausstattung

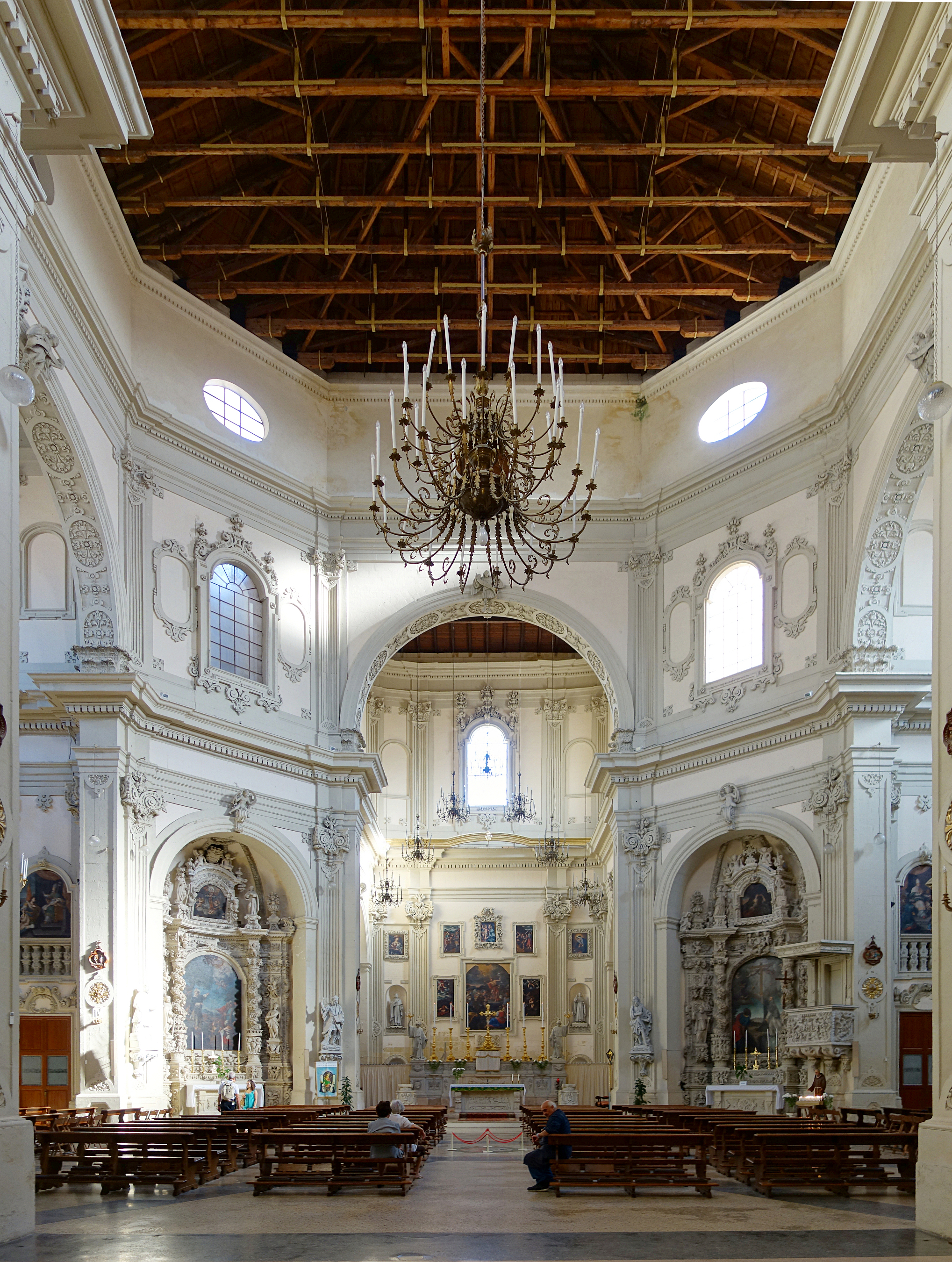
Innenraum

Entlang des Umfangs des Oktogons stehen Säulen, auf deren Sockeln die verschiedenen Wappen der Familien eingemeißelt sind, die zum Bau der Kirche beigetragen haben, darüber befinden sich Statuen der Heiligen Thomas von Aquin, Augustinus, Paulus, Petrus, Gregor der Große, Ambrosius und Hieronymus.
Der gesamte Innenraum ist von zwölf kurzen Kapellen mit ebenso vielen üppigen Barockaltären geprägt. Am Eingang befinden sich die Altäre der hl. Katharina von Siena und der Taufe Jesu, die beide aus der ersten Hälfte des 18. Jahrhunderts stammen und von Mauro Manieri entworfen wurden. Am Rand des linken Flügels befinden sich die Altäre der Geburt Jesu, der Rosenkranzmadonna und der Geburt Mariens. Der Chor beherbergt den Hochaltar aus Lecce-Kalkstein, und an der Rückwand befinden sich zahlreiche Gemälde, von denen das zentrale Gemälde mit der Verkündigung des Täufers, ein Werk des alessanischen Malers Oronzo Letizia aus dem 17. Jahrhundert, hervorsticht; die vier kleineren Gemälde stellen die Geschichten von Abraham dar und stammen von dem neapolitanischen Maler Paolo Finoglia. Im rechten Arm des Kreuzes stehen die Altäre der Mariä Himmelfahrt, des Heiligen Kreuzes und der hl. Rosa von Lima, letzterer mit einer auf 1735 datierten Leinwand des Malers Serafino Elmo aus Lecce. Die vier Altäre in den Kapellen des Oktogons sind den Heiligen Thomas von Aquin, Vinzenz Ferrer, Dominikus und Petrus gewidmet.
Von besonderem Interesse ist die gemeißelte Kanzel mit der Szene der Apokalypse, die einzige in den Kirchen von Lecce, die aus Stein gefertigt ist.
An der Gegenfassade befindet sich das Kenotaph von Antonio De Ferrariis, genannt Galateo, mit Porträts und Marmorinschriften aus den Jahren 1561 und 1788.